# Naropa

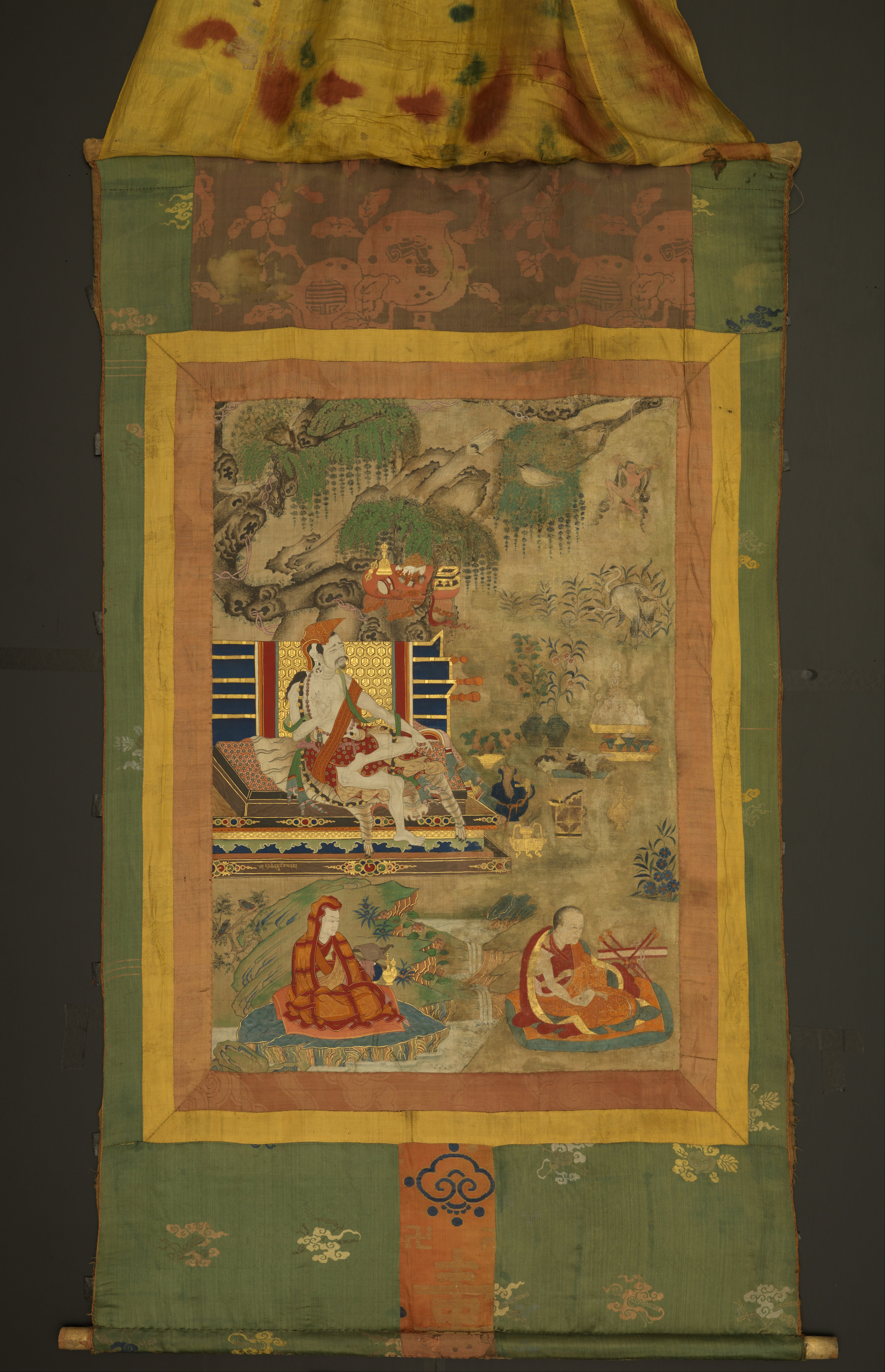
Thangka del mahasiddha Naropa, segle XIX

Nāropā (sànscrit: Nāropāda, Naḍapāda o Abhayakirti) o Abhayakirti va ser un mahasiddha (mestre i asceta) budista indi. Va ser deixeble de Tilopa i germà, o algunes fonts diuen soci i deixeble, de Niguma. Els ensenyaments de Naropa formen part del budisme Vajrayana o tàntric, particularment els seus "sis iogues de Naropa". També va ser un dels guardians del monestir de Vikramashila que es troba a Bihar.
Encara que alguns relats relaten que Naropa va ser el mestre personal de Marpa Lotsawa, altres relats suggereixen que Marpa va mantenir el llinatge de Naropa només a través de deixebles intermediaris.

## Nom
Segons l'estudiós John Newman, "els tibetans donen el nom de Nāro com Nā ro pa, Nā ro paṇchen, Nā ro ta pa, etc. El manuscrit del Paramarthasaṃgraha conserva una forma sànscrita Naḍapāda (Paramarthasaṃgraha 74). Un manuscrit en sànscrit editat per Tucci conserva una forma aparent pràcrit Nāropā, i una Nāropāda semisànscrita (Tucci 1930:150 i 152)."

## Biografia
Naropa va néixer en una família Shunri de Bengala i va ser contemporani del també mestre budista Atiśa. Un altre relat diu que va néixer en una família de brahmans de Caixmir. La seva ocupació era vendre fusta. Des de ben petit tenia interès per l'estudi i la meditació. Tot sucumbint als desitjos dels seus pares, va acceptar un matrimoni concertat amb una jove brahmana. Després de 8 anys, tots dos van acordar dissoldre el seu matrimoni i ordenar-se monjos. A 28 anys, Naropa va ingressar a la famosa universitat budista de Nalanda on va estudiar tant sutres com tantres. Es va guanyar la fama de gran erudit i debatista impecable, essencial en aquella època ja que la tradició del debat era tal que el perdedor es convertia automàticament en alumne del guanyador. Finalment va guanyar el títol de "Guardià de la Porta del Nord", va participar en molts debats i va ensenyar i va guanyar molts estudiants.
Segons el seu namtar tibetà, o biografia espiritual, un dia, mentre estudiava, una dakini se li va aparèixer i li va preguntar si entenia les paraules del Dharma, els ensenyaments de Buda. Va respondre que sí i quan ella va semblar contenta amb la seva resposta, va afegir que també entenia el seu significat. En aquest moment la dakini va esclatar a plorar, afirmant que era un gran erudit, però també un mentider, ja que l'únic que va entendre els ensenyaments era el seu germà, Tilopa. En escoltar el nom de "Tilopa", va experimentar un intens sentiment de devoció, i Naropa es va adonar que necessitava trobar el professor per aconseguir la plena realització. Va abandonar els estudis i el càrrec a la universitat i es va posar a cercar Tilopa. Aleshores, Naropa va patir el que es coneix com les dotze dificultats menors en la seva recerca per trobar el seu mestre, totes les dificultats eren ensenyaments ocults en el seu camí cap a la il·luminació. Quan finalment va conèixer a Tilopa, li van donar els quatre llinatges de transmissió complets que després va començar a practicar. Mentre estudiava i meditava amb Tilopa, Naropa va haver de patir altres dotze dificultats importants, entrenaments per superar tots els obstacles en el seu camí, que van culminar amb la seva plena realització de mahāmudrā. Naropa va passar un total de dotze anys amb Tilopa. A la vora del riu Bagmati, al recinte del temple de Pashupatinath, hi ha la cova on va ser iniciat per Tilopa i va aconseguir el Siddhi.
Més tard a la seva vida, Naropa es va quedar a Phullahari, on va morir als 85 anys. Phullahari o Pullahari es va localitzar molt probablement a l'est de Bihar o Bengala.
Un dels pocs relats històrics fiables d'ell prové d'un traductor tibetà anomenat Ngatso Lotsawa, que va fer un esforç per visitar Naropa al monestir de Phullahari mentre esperava visitar-se amb Atiśa a Vikramashila:
| « | Com que vaig anar sol com un monjo insignificant a veure el senyor Atisha — i com que es va quedar un any a Magadha, vaig pensar que aniria a veure el senyor Naropa, ja que la seva reputació era tan gran. Vaig anar a l'est des de Magadha durant un mes, ja que havia sentit que el Senyor s'allotjava al monestir conegut com Phullahari. Un mèrit molt gran va sorgir de poder anar a veure'l. El dia que vaig arribar em van dir que havia vingut algun príncep feudal a retre homenatge. Així que vaig anar al lloc, i s'havia aixecat un gran tron. Em vaig asseure just davant. Tota la multitud va començar a brunzir: "El Senyor ve!" Vaig mirar i el Senyor era físicament força corpulent, amb els seus cabells blancs [tacats de henna] de vermell brillant i un turbant vermellós posat. Quatre homes el portaven [en un palanquí] i mastegava fulla de bètel. Vaig agafar-li els peus i vaig pensar: "Hauria d'escoltar els seus ensenyaments!" La gent més i més forta, però, em va empènyer cada cop més lluny dels seus peus i finalment vaig ser expulsat de la multitud. Així doncs, allà vaig veure la cara del Senyor, però en realitat no vaig sentir la seva veu. | » |

## Llegat
Naropa és recordat per la seva confiança i devoció al seu mestre, que, segons la seva biografia, li va permetre assolir la il·luminació en una vida.
També és important com a titular d'un llinatge de l'escola Kagyu del budisme tibetà. Un gran practicant, Naropa és conegut sobretot per haver recopilat els Sis Dharmes. Aquestes pràctiques ajuden a assolir la budeïtat més ràpidament. Molts karmapes posteriors han estat especialment hàbils en una o més d'aquestes pràctiques, que en la tradició Vajrayana es considera que van ser donades pel Buda i que van ser transmeses a través d'un llinatge ininterromput a través de Tilopa a Naropa, Marpa i Milarepa i fins als nostres dies.
Naropa és considerat un dels vuitanta-quatre mahasiddhes, els "sants" de Vajrayana. La Naropa University de Colorado, als Estats Units, va ser nomenada en el seu honor.